# Влад Бумага
Влад Бумага (також відомий під псевдонімом Влад А4, або просто A4; 5 червня 1996, Мінськ) — білоруський відеоблогер, співак, власник каналів «А4» і «А5» на YouTube, інстаблогер. Номінант рейтингу Forbes «30 найперспективніших росіян до 30 років» в категорії «Нові медіа».
Фігурант бази Миротворець за участь у заходах, що підтримують інформаційну політику росії, і поширення російської пропаганди.

## Біографія
Владислав Бумага народився 5 червня 1996 року в Мінську в сім'ї вчительки початкових класів та інженера. Дитинство хлопця пройшло в мікрорайоні Серебрянка. Дев'ять років захоплювався хокеєм, граючи нападником у дитячо-юнацькій спортивній школі «Динамо» і «Юність». Рік тренувався в Чехії. Після травми пішов зі спорту.

## Творчість
29 листопада 2014 року Влад Бумага зареєстрував свій канал на YouTube з назвою «А4», обігруючи своє справжнє прізвище Бумага. Популярність прийшла у 2016 році після публікації ролика «24 години в батутному центрі», коли кількість підписників зросла з 250 тис. до 1 мільйона.
Свою кар'єру музиканта Влад почав з пародії на пісню «Грибы» — «Тает лёд», яка набрала 35 млн переглядів. У 2018 році випустив кліп «Батя», у 2019 році разом із Катею Адушкіною — «Вогонь».
У 2019 згідно з роликом YouTube Rewind Влад Бумага посів 9 місце серед найбільш залайканих відеоблогерів, набравши 2 млн лайків у відеоролику «Купую все, що ти можеш винести з магазина!».
За даними аналітичного сервера Brand Analytics у вересні 2019 року Влад Бумага став другим за популярністю серед всіх російськомовних YouTube-блогерів. За словами Михайла Биченка, співвласника Media Cube, інфлюенсер рівня Влада Бумаги заробляє в місяць від 10 тис. до 100 тис. доларів США.
У лютому 2020 року став гостем програми «Вечірній Ургант».
На думку білоруських ЗМІ, Влад Бумага вважається найпопулярнішим відеоблогером в країні. З 6 по 13 квітня і з 13 по 20 квітня 2020 року за даними Social Blade кількість переглядів роликів на каналі «А4» перевершили результат переглядів шведського блогера П'юдіпая.
Крім основного каналу «А4» Влад Бумага в жовтні 2019 року відкрив канал «Головний Рис» на тему головоломок і в грудні 2019 року канал з експериментами «А5».
На думку аналітичної компанії AMDG, він є другим за популярністю білоруським блогером в соціальній мережі TikTok з результатом 4,7 млн підписників.
Згідно з даними інтернет-видання SRSLY Влад Бумага посів 3 місце в рейтингу популярних блогерів за перше півріччя 2020 року, поступившись Насті Івлєєвій і Оксані Самойловій.
У 2020 році Влад потрапив в номінацію рейтингу Forbes «30 найперспективніших росіян до 30 років» в категорії «Нові медіа», проте не зміг перемогти — лауреатами стали Нурлан Сабуров, Юлія Пош і Тетяна Столяр.
У 2021 році американські ютубери MrBeast та JustDustin звинуватили Бумагу у плагіаті та копіюванні обкладинок та ідей відео без дозволу авторів оригінального відео. Бумага відповів на це: "Краще подивіться на якість контенту в америкосів і в мене. Я в 10 тисяч разів крутіше роблю.".

## Кар'єра
У 2020 році компанія Влада «ЧЕТЫРЕАЧЕТЫРЕ» стала резидентом Парку високих технологій. Компанія займається розробкою програмного забезпечення для аналітики стану і динаміки глядацького інтересу на телебаченні.

## Особисте життя
Перебуває у стосунках з відеоблогеркою і співачкою Юлією Годуновою.

## Дискографія

### Мініальбоми
- «Детские песни» (укр. Дитячі пісні)[33] (2020)

### Сингли
- «Батя» (2018)[16]
- «Огонь» (feat. Катя Адушкіна) (2019)[17]
- «Каспер Бой» (2019)
- «Офишлбывший» (2019)[34]
- «Песня про осень» (2019)